# Bóly
Bóly je mesto na Madžarskem, ki upravno spada pod podregijo Mohácsi Županije Baranja.